# Hesperis millefolia
Hesperis millefolia är en korsblommig växtart som först beskrevs av William Aiton, och fick sitt nu gällande namn av Carl Ernst Otto Kuntze. Hesperis millefolia ingår i släktet hesperisar, och familjen korsblommiga växter. Inga underarter finns listade i Catalogue of Life.